# Romina Tejerina
Romina Anahí Tejerina (San Pedro, Jujuy, 24 de junio de 1983) es una mujer argentina que fue condenada el 10 de junio de 2005 a 14 años de prisión por el asesinato de su hija, recién nacida el 23 de febrero de 2003, quien Tejerina aseguró que había sido fruto de una violación.

## El crimen
La condenada manifestó que el bebé fue producto de una violación sexual que sufrió el 1 de agosto de 2002 a la salida de un boliche, que habría tenido miedo de revelar bajo amenaza de muerte por parte del violador. Posteriormente a los hechos de público conocimiento, éste fue denunciado y absuelto.
No había revelado su embarazo a nadie, excepto a su hermana Érica, a quien pidió no contar nada bajo amenaza de suicidarse; Romina disimulaba su embarazo usando una faja y tomando laxantes.
Después del embarazo de siete meses, cuando ella tenía 19 años dio a luz en el baño de su casa y, con la ayuda de su hermana, cortó el cordón umbilical y colocó a la bebé en una caja pequeña; luego, producto de un ataque psicótico, ya que según afirma "vio la cara del violador en su rostro", atacó a su hija con una aguja de tejer.
La bebé fue trasladada al Hospital Guillermo Paterson de la localidad donde vivía. Después fue trasladada al Hospital Pablo Soria de San Salvador de Jujuy, donde falleció el 25 de febrero de 2003. Los médicos y personal que la atendieron le habían dado el nombre "Milagros Socorro".

## Juicio y encarcelamiento
Durante el juicio, la fiscalía había pedido la pena de cadena perpetua y la defensa, la absolución; finalmente fue condenada a por homicidio agravado por el vínculo a 14 años de prisión el 10 de junio de 2005. La sentencia fue apelada, lo cual fue rechazado; la Corte Suprema de Justicia dejó firme la sentencia en 2008.
En 2009, la madre de Romina Tejerina denunció que su hija sufrió una golpiza y amenazas de muerte en prisión; posteriormente ella también fue denunciada por otras internas por agresiones. En abril del mismo año, Romina Tejerina fue autorizada a cursar la carrera de abogacía rindiendo libre las materias en la Universidad Nacional de Tucumán.

## Liberación
El domingo 24 de junio de 2012 (el día de su cumpleaños N° 29) fue liberada tras haber estado 9 años en prisión.

## Apoyos
La historia de la mujer hizo que ella recibiera apoyos para su liberación por parte de organizaciones a favor del aborto, por el derecho al aborto y por defensoras de los derechos humanos.
El cantautor León Gieco le dedicó a Tejerina una canción en homenaje, titulada «Santa Tejerina», incluida en el disco Por favor, perdón y gracias. El músico fue denunciado por apología del delito por el hombre acusado de violar a Romina, aunque finalmente fue sobreseído.